# Борец Крылова
Борец Крылова (лат. Aconitum krylovii) — многолетнее травянистое растение, вид рода Борец (Aconitum) семейства Лютиковые (Ranunculaceae).
Вид назван в честь исследователя флоры Сибири и Алтая Порфирия Никитича Крылова.

## Распространение и экология
Ареал вида охватывает Сибирь от Иртыша до Алтая. Эндемик республики Алтай.
Произрастает в пределах горно-лесного пояса, в негустых горных лесах, на луговых склонах, лесных лугах; выше лесного пояса поднимается редко.

## Ботаническое описание
Корневище 5—8 мм толщиной.
Стебель 35—130 см высотой, простой, ребристый, равномерно облиственный, в нижней части вместе с листовыми черешками покрыт длинными отстоящими волосками или же голый, в верхней довольно густо опушён более короткими волосками.
Листья 12—20 см шириной, 6—10 см длиной, пластинки их в очертании сердцевидно- или почковидно-пятиугольные, пальчато-3—5 (7)-раздельные на широкие доли с небольшими, неглубоко надрезанными зубцами. Сверху листья тёмно-зелёные, снизу — серо-зелёные.
Цветки жёлтые, собраны в простую или иногда ветвящуюся в нижней части кисть, длиной 4—3 см. Шлем цилиндрический, длиной 1,5—2 см, в средней части шириной 3—4 мм, снаружи волосистый. Боковые доли околоцветника длиной 9—10 мм, шириной 8—9 мм, яйцевидно-округлые или слегка неравнобокие; нижние доли оттянуты вниз, слегка неравные, длиной 8—9 мм, шириной 4—5 мм. Шпорцы нектарников длинные, 3—4 мм длиной, вверх вытянутые, слабо загнутые. Тычинки голые, в нижней части расширенные, с зубцами по сторонам.
Листовок три, голых.

## Значение и применение
Применялся в народной медицине для лечения желудочно-кишечных заболеваний и ревматизма.

## Таксономия
Вид Борец Крылова входит в род Борец (Aconitum) трибы Живокостные (Delphinieae) подсемейства Лютиковые (Ranunculoideae) семейства Лютиковые (Ranunculaceae) порядка Лютикоцветные (Ranunculales).
|  |                       |  |                                               |                                               |                                         |  | ещё четыре подсемейства (согласно Системе APG II) | ещё четыре подсемейства (согласно Системе APG II) |                                           |  |  |  | ещё 2 рода              | ещё 2 рода        |  |  |
|  |                       |  |                                               |                                               |                                         |  | ещё четыре подсемейства (согласно Системе APG II) | ещё четыре подсемейства (согласно Системе APG II) |                                           |  |  |  | ещё 2 рода              | ещё 2 рода        |  |  |
|  |                       |  |                                               | семейство Лютиковые                           |                                         |  |                                                   |                                                   | триба Живокостные                         |  |  |  |                         | вид Борец Крылова |  |  |
|  |                       |  |                                               | семейство Лютиковые                           |                                         |  |                                                   |                                                   | триба Живокостные                         |  |  |  |                         | вид Борец Крылова |  |  |
|  | порядок Лютикоцветные |  |                                               |                                               | подсемейство Лютиковые (Ranunculoideae) |  |                                                   |                                                   | род Борец, или Аконит                     |  |  |  |                         |                   |  |  |
|  | порядок Лютикоцветные |  |                                               |                                               |                                         |  |                                                   |                                                   |                                           |  |  |  |                         |                   |  |  |
|  |                       |  | ещё десять семейств (согласно Системе APG II) | ещё десять семейств (согласно Системе APG II) |                                         |  |                                                   | ещё восемь триб (согласно Системе APG II)         | ещё восемь триб (согласно Системе APG II) |  |  |  | ещё от 250 до 300 видов |                   |  |  |
|  |                       |  |                                               | ещё десять семейств (согласно Системе APG II) |                                         |  |                                                   |                                                   | ещё восемь триб (согласно Системе APG II) |  |  |  |                         |                   |  |  |